# Kasibu
Kasibu é um município de  terceira classe de renda municipal (d) na província Nova Vizcaya, nas Filipinas. De acordo com o censo de 1 de maio  de  2020 possui uma população de 41 776 pessoas e 9 816 domicílios.